# Uridine diphosphate galactose
L’uridine diphosphate galactose est un nucléotide-ose constitué d'un résidu galactose lié à de l'uridine diphosphate. C'est un intermédiaire important de la synthèse des polysaccharides.